# MILNET
MILNET (от англ. Military Network; с англ. — «Военная сеть») — название сети, являвшейся частью ARPANET, выделенной для обмена несекретным трафиком Министерства обороны США.
MILNET был отделен от ARPANET в 1983 году: ARPANET остался доступным лишь для академического сообщества исследований, однако прямой связи между сетями не было, так как они были разорваны в целях безопасности. Электронные сообщения между двумя сетями передавали сетевые шлюзы. И APRANET, и MILNET разработала компания BBN Technologies, поэтому обе сети очень похожи и выстроены на TCP/IP.
В 1980-х MILNET стала частью Defense Data Network — военных сетей США в пределах страны и за границей. В 1990-х MILNET был преобразован в NIPRNet.